# Molnár Judit (labdarúgó)
Molnár Judit, férjezett neve Koltai-Molnár Judit  (Budapest, 1985. január 28. –) magyar labdarúgó, hátvéd.

## Pályafutása
Nyolc éves korától tőr fegyver nemben kezdte igazolt sportpályafutását. Előtte a Ferencvárosban úszott. A Csepel SC vívójaként tíz év alatt tízszeres magyar bajnok, egyéniben és csapatban valamint számos nemzetközi verseny dobogós helyezettje. Edzője külföldre távozása után röplabdázni kezdett majd a labdarúgás felé fordult.
Edzőként korosztályos csapattal regionális bajnok és játékosként többszörös bajnoki és magyarkupa-győztes futsal szakágban, illetve nagypályás labdarúgóként egy-egy magyarkupa-győzelem és bajnoki második helyezés a legjobb eredménye.
2007 és 2008 között  a Budapest Honvéd labdarúgója volt. 2008 tavaszán az Íris ONFK csapatában szerepelt. 2008 és 2011 között a Taksony SE labdarúgója volt. Tagja volt a 2010–11-es idényben bajnoki bronzérmet szerzett csapatnak. 2011 nyarától az újonnan alakult Astra Hungary játékosa lett, ahol 2015-ig játszott.

## Sikerei, díjai
- Magyar bajnokság
  - 2.: 2012–13
  - 3.: 2010–11, 2011–12
- Magyar kupa
  - győztes: 2012
  - döntős: 2013